# Le Pirate du roi
Pour plus de détails, voir Fiche technique et Distribution.
Le Pirate du roi (The King's Pirate) est un film américain réalisé par Don Weis, sorti en 1967.
Il s'agit du remake du film À l'abordage .

## Synopsis
Un officier de la marine britannique a pour une mission d'infiltrer la base de pirates qui menacent la navigation dans l'Océan Indien au large de Madagascar.

## Fiche technique
- Titre original : The King's Pirate
- Titre français : Le Pirate du roi
- Réalisation : Don Weis
- Scénario : Æneas MacKenzie, Paul Wayne (en) et Joseph Hoffman (en)
- Photographie : Clifford Stine
- Montage : Russell F. Schoengarth
- Musique : Ralph Ferraro
- Société de production : Universal Pictures
- Pays d'origine : États-Unis
- Genre : aventure
- Durée : 100 minutes
- Date de sortie : 1967
- Affiche : Constantin Belinsky (France)

## Distribution
- Doug McClure : Brian Fleming
- Jill St John : Jessica Stephens
- Guy Stockwell : John Avery
- Mary Ann Mobley : Princesse Patna
- Kurt Kasznar : Zucco
- Richard Deacon : Swaine
- Torin Thatcher : Capitaine Cullen
- Diana Chesney : Molvina MacGregor
- Ivor Barry : Cloudsly
- William Glover : Capitaine Hornsby
- Woodrow Parfrey : Gow
- Sean McClory : Sparkes
- Émile Genest : Capitaine Mission
- Ted de Corsia : Capitaine McTigue
- Alex Montoya : Caraccioli